# Eulophus brevicapitatus
Eulophus brevicapitatus is een vliesvleugelig insect uit de familie Eulophidae. De wetenschappelijke naam is voor het eerst geldig gepubliceerd in 1891 door Cook & Davis.